# Aarhus
Aarhus (od 1948. do 31. prosinca 2010. imenom Århus) je drugi grad po veličini u Danskoj i najveća danska luka.  Ima 336.411 stanovnika. Nalazi se na istoku poluotoka Jutlanda odakle vode morske veze prema danskim otocima i južnoj Švedskoj. Grad je značajno željezničko čvorište. Okolica grada je brežuljkasta i šumovita (za razliku od ostatka Danske koji je ravničarski). Planira se sagraditi most od grada do otoka Zelanda. Grad je centar poljoprivredne okolice. U gradu postoji prehrambena, metaloprerađivačka, tekstilna i kemijska industrija.
Danskom reformom pravopisa iz 1948. godine „Aa“ je promijenjena u „Å“. Neki danski gradovi, poimenice Aalborg i Aabenraa su se oduprli novom spelovanju svojih imena, te su zadržali izvorni način spelovanja. Gradsko Vijeće Arhusa izričito je prihvatilo novi pravopis jer je smatralo da pojačava sliku progresivnosti. Godine 2010. gradsko Vijeće izglasalo je promjenu imena iz Århus u Aarhus kako bi ojačalo međunarodni profil grada. Preimenovanje je stupilo na snagu 1. siječnja 2011.
Grad se prvi put spominje 951. godine (kao sjedište biskupije) iako ima starijih vikinških nalazišta. Tijekom povijesti je bio značajno trgovačko središte, ali je kasnije gubio značenje. Jače se je razvio nakon industrijske revolucije u 19. st.
Katedrala sv. Klementa (sagrađena 1201.) je najveća i najduža crkva u Danskoj. Značajan turistički centar je muzej na otvorenom Den Gamle By (stari grad) – zgrade sagrađene po uzoru na zgrade iz danske povijesti.

## Poznate osobe
- Bjarne Stroustrup, računalni znanstvenik i tvorac objektno usmjerenog programskog jezika C++.

## Obrazovanje
Sveučilište u Aarhusu jedno je od važnijih obrazovnih institucija u zemlji. Ono pripada listi visokih obrazovnih institucija s akreditacijom "Triple Crown" iz 2022. godine.

## Vanjske poveznice
- Službene stranice (dan.)